# Марёво
Марёво — село в Новгородской области, административный центр Марёвского муниципального района, а также административный центр Марёвского сельского поселения.

## Общие сведения
Расположено на юге области на реке Марёвка (приток реки Пола, бассейн озера Ильмень), в 234 км к югу от Великого Новгорода.
Село связано автомобильными дорогами с городом Холм и посёлком Демянск. Население села — 2473 человека (2008).
| 1959 | 1970  | 1979  | 1989  | 2002  | 2010  |
| ---- | ----- | ----- | ----- | ----- | ----- |
| 966  | ↗1180 | ↗1997 | ↗2797 | ↘2631 | ↘2297 |

## Этимология
В грамоте великого князя Всеволода, которая датируется 1134 годом, упоминается река Морея, приток Полы, но вместе с тем она явно предполагает, что уже в XII веке на реке Морее существовало одноимённое поселение. В новгородской летописи за 1229 г. значится: «Тои же зимЪ придоша Литва и воеваша Любне и Мореву и Серегеръ, и гонишася по нихъ новгородци, и угонивше ихъ, и биша, а полонъ отяшя всь, мЪсяця генвря». Упоминается в XIII веке как волость великого князя Морёва в Деревской пятине Новгородской земли.
Существуют разные истолкования топонима Морева, употребительного в средневековье и преобразовавшегося в современное название села Марёво:
- В. Васильев, подробно анализируя источники и возможные варианты этимологии, возводит название села к слову «море» (индоевропейск. *mоri, *праславянск. *mor’e), в архаическом значении «озеро».
- От созвучных слов «марь», «марево»
- От наименования древней прибалтийско-финской этнической группы, отмеченной в русской письменности как норова, нерева или морева
- Из антропонима Море — неофициально-уменьшительной формы личного имени типа польск. Morzyslaw. Для обоснования данной версии привлекаются некоторые персонажи русской истории, носившие соответствующие имена и фамилии: Полуект Васильевич Море Глебов-Сорокоумов (1443 г.), Илья Петрович Морев (1530 г.) и другие[11].

## История
Археологические раскопки показывают, что поселение на этом месте существовало ещё в X веке. На территории села в пойме левого берега реки Марёвки на высоком холме имеется древнее городище, где найдены фрагменты грубой гончарной керамики, аналогичной той, которая встречается в ранних слоях Новгорода и датируется X веком. Поблизости, на бывшем погосте Морево (Знаменский), выявлены курганные захоронения XI—XII веков, связанные с одним из ранних этапов жизни на Марёвском городище.
Находясь в междуречье и между бассейнами рек Ильмень, Волга и Западная Двина, Марёво участвовало в торговле севера и юга и в охране южных рубежей Великого Новгорода, будучи приграничным укреплённым городком. На протяжении истории город неоднократно подвергался нападениям со стороны шведов, немцев и литовцев.
Жители Марева испокон веков занимались солеварением, пушным промыслом, сбором бортного меда.
После захвата литовцами северных земель Смоленского княжества южная граница Новгородской земли стала новгородско-литовской, а приграничные новгородские поселения и волости, в том числе и Морева, вынуждены были испытывать опасное соседство литовского государства. Воздействие Литвы отражалось, в частности, не только в набегах литовских отрядов в южные новгородские владения, но и в приобретении некоторыми волостями особого статуса, закреплённого в договорах («докончаниях») Новгорода с литовскими великими князьями. Особый статус приграничных территорий заключался в том, что смежные волости Морева, Молвятицы, Кунско, Стерж, Жабно, Березовец, Буйцы, Лопастицы и некоторые другие, оставаясь в составе Новгородской республики, в XV веке платили определённую договорами часть доходов (так называемую «черную куну») в литовскую великокняжескую казну. Так, волость Морева должна была выплачивать литовскому великому князю, а также тиуну (сборщику доходов) налоги в объёме «сорокъ куниць да восмьдесятъ бЪлъ, а петровщины рубль, а в осенинЪ полрубля».
Благодаря отвоеванию части земель у литовцев, расширению границы на запад Марево теряет значение приграничного форпоста и превращается в мирное торгово-промышленное село Марево-рядок.
Развиваются кустарные промыслы: выделывание овчины, сапожный, гончарный, бондарный, кузнечный, тележный промыслы, лужение самоваров
В 1482 году Марево вместе с волостью было передано во владение князю Ф. И. Бельскому, который «прибежал из Литвы от короля Казимира к великому князю Ивану Васильевичу, и жены не успел с собой взяти, и князь великий его пожаловал, дал ему город Демон в вотчину да Мореву со многими волостями».
В XIX — начале XX веков село относилось к Демянскому уезду Новгородской губернии.
В 1916—1917 годах устроен деревянный эстонско-латышский лютеранский молитвенный дом, закрыт в 1930-х.
Село очень сильно пострадало во время Демянской операции в Великую Отечественную войну.
В советское время здесь активно развивалась льняная промышленность. Молвотицкий льнозавод по итогам своей деятельности занимал первое место в России.

## Достопримечательности
- Церковь Успения Богородицы (XIX век)
- Музей краеведения с. Марёво. Открыт с 6 января 1998 года. В 2007 году завоевал звание «Лучший музей Новгородской области». В начале 2018 года музей участвовал во всероссийском конкурсе на лучший региональный музей военной истории и заслужил награду в номинации «Лучший музей сельского поселения»[13].

В районе, неподалёку от Марёва — парковые ансамбли в бывших усадьбах:
- в 3 км от Марёва — Хлебалово (конец XVIII — начало XIX века) (памятник природы регионального значения)
- около деревни Большое Заселье — Дирино (XIX век)
- в селе Велилы — Федяевщина (XIX век)

## Экономика
Предприятия лесохозяйственной деятельности, переработки древесины.